# Вестланд Визард
Вестланд Визард (енгл. Westland Wizard) је британски ловачки авион. Авион је први пут полетео 1926. године. 

Израђени су само прототипови.
Највећа брзина у хоризонталном лету је износила 303 km/h. Размах крила је био 12,0 метара а дужина 8,18 метара. Био је наоружан са два митраљеза калибра 7,7 милиметара типа Викерс, и до четири бомбе од по 9 килограма свака.

## Наоружање
| Наоружање авиона: Вестланд Визард |                    |
| Ватрено (стрељачко) наоружање     |                    |
| Топ                               |                    |
| Митраљез                          |                    |
| Број и ознака митраљеза           | 2                  |
| Калибар                           | 7,7                |
| Бомбардерско наоружање (бомбе)    |                    |
| Класичне авио бомбе               | 4 од по 9 кг свака |
| Укупна маса                       | до 36 кг           |
| Ракетно наоружање (ракете)        |                    |